# Lilla Lommetjärnen
Lilla Lommetjärnen är en sjö i Munkedals kommun i Bohuslän och ingår i Enningdalsälvens huvudavrinningsområde.